# Mariakapel (Amby, Molenweg)

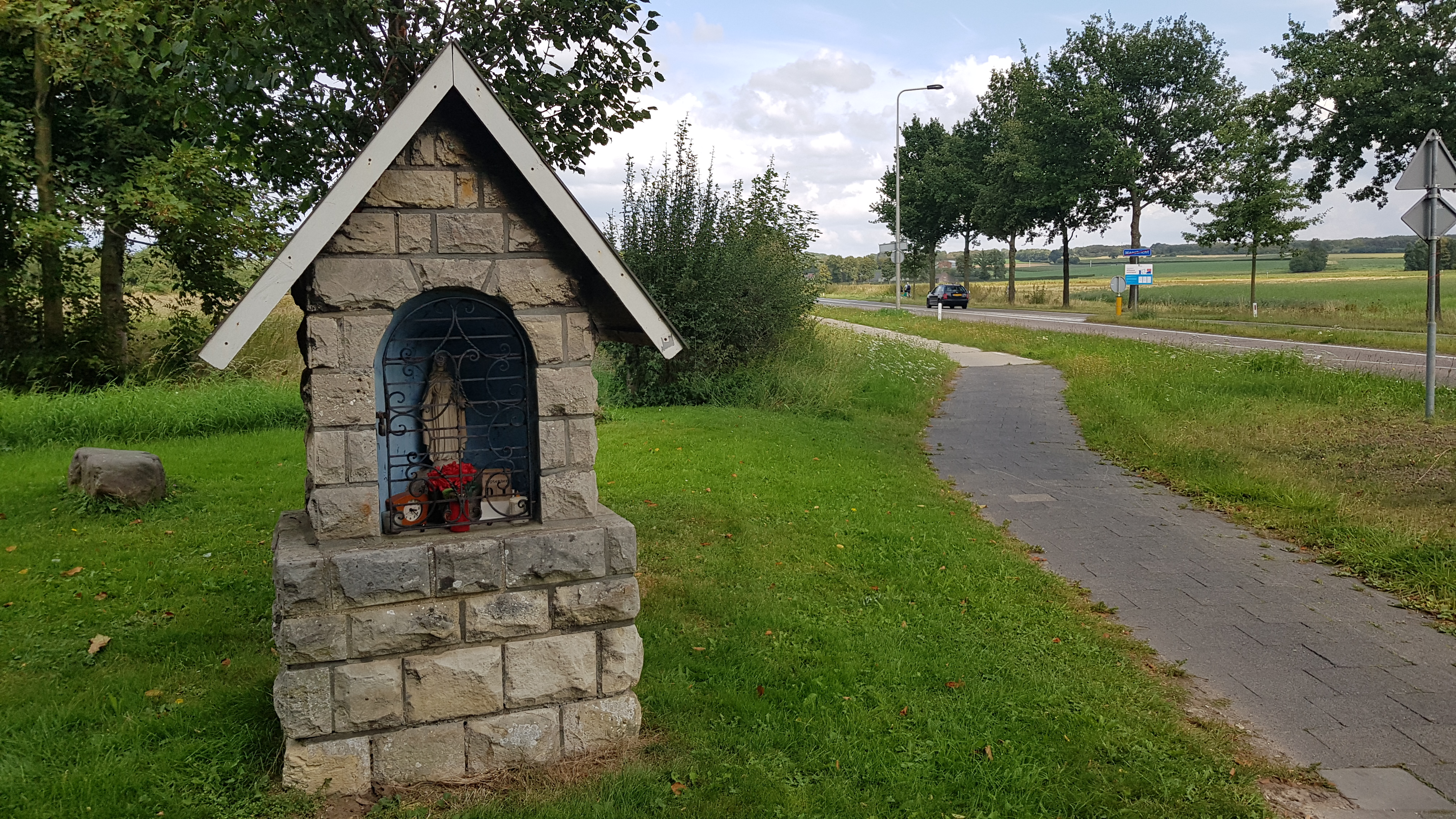
De Mariakapel

De Mariakapel is een niskapel in Amby in de Nederlands Zuid-Limburgse gemeente Maastricht. De kapel staat ten zuidoosten van het dorp op de hoek van de Molenweg en de Bergerstraat (weg naar Berg).
De kapel is gewijd aan Maria.

## Geschiedenis
Onduidelijk is wanneer de kapel gebouwd werd, maar stond in ieder geval reeds in 1972 op deze plek.

## Bouwwerk
De in Kunradersteen opgetrokken kapel heeft de vorm van een pilaar waarin een nis is aangebracht en wordt gedekt door een zadeldak met shingles. Ter hoogte van het basement is de kapel iets breder uitgevoerd.
De halfronde kapelnis bestaat uit een gemetselde rondboog die met een smeedijzeren hekje wordt afgesloten. Van binnen is de nis blauw geschilderd. In de nis staat op een cementstenen heuveltje een Mariabeeldje. Op de voet van het beeldje staat de tekst Madonna delle Rose gegraveerd.